# Муржу
Муржу́ (фр. Mourjou) — колишній муніципалітет у Франції, у регіоні Овернь-Рона-Альпи, департамент Канталь. Населення — 312 осіб (2011).
Муніципалітет був розташований на відстані близько 470 км на південь від Парижа, 135 км на південний захід від Клермон-Феррана, 28 км на південь від Оріяка.

## Історія
До 2015 року муніципалітет перебував у складі регіону Овернь. Від 1 січня 2016 року належав до нового об'єднаного регіону Овернь-Рона-Альпи.
1 січня 2019 року Муржу і Кальвіне було об'єднано в новий муніципалітет Пюїкапель.

## Демографія
Динаміка населення (INSEE ):
Розподіл населення за віком та статтю (2006):
| Стать | Всього | До 15 років | 15-24 | 25-44 | 45-64 | 65-85 | Понад 85 |
| --- | ------ | ----------- | ----- | ----- | ----- | ----- | -------- |
| Чоловіки | 161    | 12          | 20    | 16    | 43    | 66    | 4        |
| Жінки | 165    | 12          | 0     | 20    | 43    | 74    | 16       |
| \| Статево-вікова піраміда \| Статево-вікова піраміда \| Статево-вікова піраміда \| \| ----------------------- \| ----------------------- \| ----------------------- \| \| Чоловіки \| Вік \| Жінки \| \| 4 \| 85 + \| 16 \| \| 4 \| 80-84 \| 12 \| \| 12 \| 75-79 \| 8 \| \| 23 \| 70-74 \| 27 \| \| 27 \| 65-69 \| 27 \| \| 12 \| 60-64 \| 8 \| \| 4 \| 55-59 \| 19 \| \| 4 \| 50-54 \| 4 \| \| 23 \| 45-49 \| 12 \| \| 4 \| 40-44 \| 4 \| \| 4 \| 35-39 \| 0 \| \| 4 \| 30-34 \| 8 \| \| 4 \| 25-29 \| 8 \| \| 8 \| 20-24 \| 0 \| \| 12 \| 15-20 \| 0 \| \| 0 \| 10-14 \| 4 \| \| 8 \| 5-9 \| 0 \| \| 4 \| 0-4 \| 8 \| |        |             |       |       |       |       |          |
| Статево-вікова піраміда |        |             |       |       |       |       |          |
| Чоловіки | Вік    | Жінки       |       |       |       |       |          |
| 4 | 85 +   | 16          |       |       |       |       |          |
| 4 | 80-84  | 12          |       |       |       |       |          |
| 12 | 75-79  | 8           |       |       |       |       |          |
| 23 | 70-74  | 27          |       |       |       |       |          |
| 27 | 65-69  | 27          |       |       |       |       |          |
| 12 | 60-64  | 8           |       |       |       |       |          |
| 4 | 55-59  | 19          |       |       |       |       |          |
| 4 | 50-54  | 4           |       |       |       |       |          |
| 23 | 45-49  | 12          |       |       |       |       |          |
| 4 | 40-44  | 4           |       |       |       |       |          |
| 4 | 35-39  | 0           |       |       |       |       |          |
| 4 | 30-34  | 8           |       |       |       |       |          |
| 4 | 25-29  | 8           |       |       |       |       |          |
| 8 | 20-24  | 0           |       |       |       |       |          |
| 12 | 15-20  | 0           |       |       |       |       |          |
| 0 | 10-14  | 4           |       |       |       |       |          |
| 8 | 5-9    | 0           |       |       |       |       |          |
| 4 | 0-4    | 8           |       |       |       |       |          |

## Економіка
2010 року серед 164 осіб працездатного віку (15—64 років) 123 були активними, 41 — неактивною (показник активності 75,0%, у 1999 році було 60,2%). З 123 активних мешканців працювало 118 осіб (77 чоловіків та 41 жінка), безробітними було 5 (3 чоловіки та 2 жінки). Серед 41 неактивної 8 осіб було учнями чи студентами, 24 — пенсіонерами, 9 були неактивними з інших причин.

У 2010 році в муніципалітеті числилось 149 оподаткованих домогосподарств, у яких проживали 308,0 особи, медіана доходів виносила 12 964 євро на одного особоспоживача